# 王立新 (1966年)
王立新（1966年10月—），辽宁省兴城市人，中国历史学家。1983年考入南开大学历史学系，1996年获博士学位。曾在南开大学历史学系任副教授，2002年9月起任北京大学历史学系教授、博士生导师。著有《美国传教士与晚清中国现代化》《意识形态与美国外交政策》《美国对华政策与中国民族主义运动》等书。